# Ipatinga FC
Der Ipatinga Futebol Clube ist ein Fußballverein aus Ipatinga, einer über zweihunderttausend Einwohner zählenden Stadt im brasilianischen Bundesstaat Minas Gerais.
Von 1998 bis 2012 hieß der Verein Ipatinga Futebol Clube. 2013 zog der Klub nach Betim und nannte sich in Betim Esporte Clube um. Im November 2013 kehrte der Klub nach Ipatinga zurück und ein Jahr später ab Dezember 2014 wieder seinen alten Namen führen. Die Vereinsfarben sind Rot, Grün, Blau und Weiß und waren an die Stadtfarben von Ipatinga angelehnt. Das brasilienübliche Vereinsmaskottchen, ein Tiger, wurde per öffentlicher Umfrage bestimmt.

## Geschichte

Altes Vereinslogo von Ipatinga FC

Die Geschichte des Vereines begann, als eine Anzahl örtlicher Geschäftsleute 1998 den Novo Cruzeiro FC aus dem gleichnamigen Vorort übernahmen und in Ipatinga FC umbenannten. Das Vereinslogo ist dem des Vorgängervereines angenähert.
Schon bald begann ein rascher Aufstieg des Vereines. Erster Höhepunkt war dabei 2005 der Gewinn der auch Campeonato Mineiro genannten Staatsmeisterschaft von Minas Gerais. In den Finalspielen behielt Ipatinga dabei gegen den zweifachen Copa-Libertadores-Gewinner Cruzeiro Belo Horizonte aus der Staatshauptstadt Belo Horizonte die Oberhand. Im Jahr darauf konnte sich Cruzeiro aber bei Ipatinga bei einem erneuten Aufeinandertreffen im Staatsfinale revanchieren. 2006 erreichte Ipatinga das Halbfinale des brasilianischen Pokals.
Zwischen 2005 und 2007 gelang Ipatinga auf nationaler Ebene der Durchmarsch von der Série C in die Série A, der höchsten Spielklasse Brasiliens, wenngleich der Klub sogleich wieder als abgeschlagener Tabellenletzter der Relegation anheimfiel. 2010 stieg Ipatinga in die Série C ab, schaffte aber den sofortigen Wiederaufstieg. In der Saison 2012 stieg man jedoch wieder ab.
Zur Saison 2013 zog der Klub in die größere Stadt Betim um und wurde in Betim Esporte Clube umbenannt. Das Logo des Vereins blieb größtenteils gleich, nur der Schriftzug wurde von IFC in BETIM umgeändert.

## Stadion

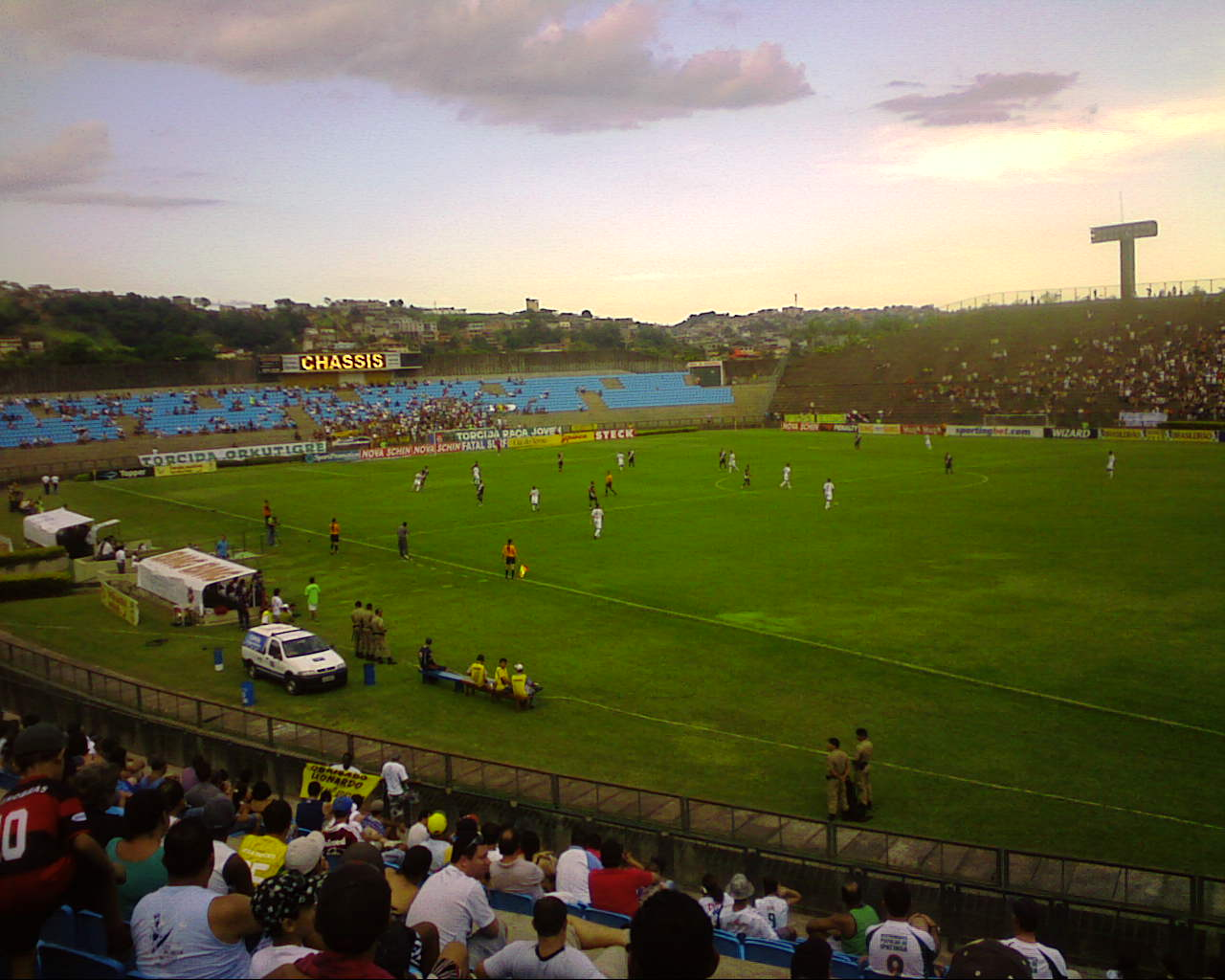
2009 im Ipatingão: Ipatinga gegen Vasco da Gama aus Rio

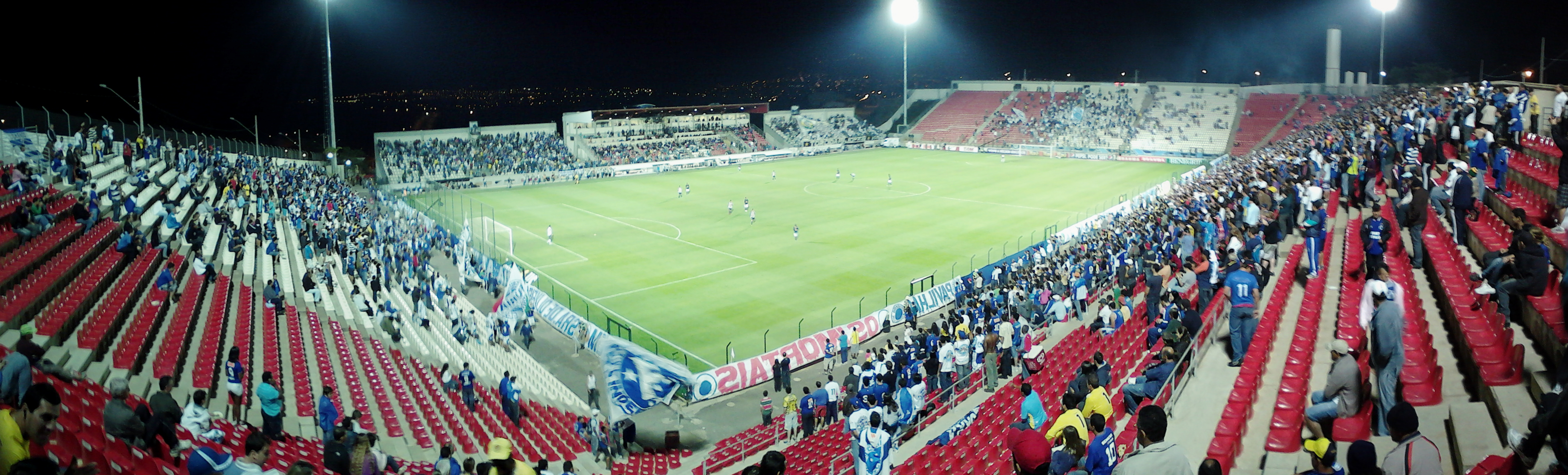
Seit 2013 die neue Spielstätte: Arena do Jacaré

Der Ipatinga FC trug seine Heimspiele im Estádio Municipal João Lamego Netto genannten Lamegão aus. Das 1982 eröffnete Stadion hieß bis 2011 Estádio Municipal Epaminondas Mendes Brito (Ipatingão) und bietet heute 15.780 Sitzplätze, es ist aber auf 10.000 Zuschauer begrenzt.
Nach dem Umzug nach Betim, tritt das Team im Estádio Joaquim Henrique Nogueira in Sete Lagoas auch Arena do Jacaré oder Nogueirão genannt an. Das 2006 erbaute und 2010 renovierte Stadion fasst zurzeit etwa 18.000 Zuschauer.

## Erfolge
Männer
- Staatsmeisterschaft von Minas Gerais: 2005
  - Finalist: 2002, 2006
- Taça Minas Gerais: 2004, 2011

Frauen
- Staatsmeisterschaft von Minas Gerais: 2015